# Випасне (Джанкойський район)
Випасне́ (крим. Vıpasne) — село Джанкойського району Автономної Республіки Крим. Населення становить 439 осіб. Орган місцевого самоврядування — Пахарівська сільська рада. Розташоване на заході району.

## Географія
Випасне — село на північному заході району, у степовому Криму, біля кордону з Красноперекопським районом, висота над рівнем моря — 13 м. Сусідні села: Колоски за 4,5 км на схід та Цілинне за 2,2 км на північ. Відстань до райцентру — близько 29 кілометрів, найближча залізнична станція — Пахарівка (на лінії Джанкой — Армянськ) — близько 5,5 км.

## Історія
Поселення було засновано в передвоєнні роки, оскільки вперше в доступних джерелах безіменні будови, на місці сучасного села, зустрічаються на кілометровій карті Генштабу Червоної армії 1941 року.
Указом Президії Верховної Ради РРФСР від 18 травня 1948 безіменний населений пункт відділення радгоспу Заготхудоб Ішунь (варіант назви — радгосп «Ішунь») Джанкойського району перейменували в село Випасне, статус села надано пізніше. Спочатку Випасне входило в Цілинну сільраду, з 1 вересня 1979 року — у складі Пахарівської.